# Gyorskorcsolya az 1976. évi téli olimpiai játékokon
Az 1976. évi téli olimpiai játékokon a gyorskorcsolya versenyszámait Innsbruckban rendezték meg február 5. és 14. között.
A férfiaknak 5, a nőknek 4 versenyszámban osztottak érmeket.

## Részt vevő nemzetek
A versenyeken 19 nemzet 111 sportolója vett részt.
- Ausztrália (AUS) (1 – 1 férfi)
- Ausztria (AUT) (4 – 4 férfi)
- Belgium (BEL) (2 – 1 férfi, 1 nő)
- Egyesült Államok (USA) (14 – 8 férfi, 6 nő)
- Finnország (FIN) (4 – 2 férfi, 2 nő)
- Franciaország (FRA) (2 – 2 férfi)
- Hollandia (NED) (7 – 4 férfi, 3 nő)
- Japán (JPN) (9 – 2 férfi, 7 nő)
- Kanada (CAN) (8 – 4 férfi, 4 nő)
- Dél-Korea (KOR) (2 – 2 férfi)
- Lengyelország (POL) (4 – 4 nő)
- Nagy-Britannia (GBR) (2 – 2 férfi)
- NDK (GDR) (9 – 4 férfi, 5 nő)
- NSZK (FRG) (3 – 2 férfi, 1 nő)
- Norvégia (NOR) (9 – 5 férfi, 4 nő)
- Olaszország (ITA) (6 – 5 férfi, 1 nő)
- Svájc (SUI) (1 – 1 férfi)
- Svédország (SWE) (9 – 7 férfi, 2 nő)
- Szovjetunió (URS) (16 – 9 férfi, 7 nő)

## Éremtáblázat
(Az egyes számoszlopok legmagasabb értéke vagy értékei vastagítással kiemelve.)
| Az 1976. évi téli olimpiai játékok éremtáblázata gyorskorcsolyában | Az 1976. évi téli olimpiai játékok éremtáblázata gyorskorcsolyában | Az 1976. évi téli olimpiai játékok éremtáblázata gyorskorcsolyában | Az 1976. évi téli olimpiai játékok éremtáblázata gyorskorcsolyában | Az 1976. évi téli olimpiai játékok éremtáblázata gyorskorcsolyában | Olimpia  |
| ------------------------------------------------------------------ | ------------------------------------------------------------------ | ------------------------------------------------------------------ | ------------------------------------------------------------------ | ------------------------------------------------------------------ | -------- |
|                                                                    | Ország                                                             | Arany                                                              | Ezüst                                                              | Bronz                                                              | Összesen |
| 1.                                                                 | Szovjetunió (URS)                                                  | 4                                                                  | 2                                                                  | 3                                                                  | 9        |
| 2.                                                                 | Egyesült Államok (USA)                                             | 2                                                                  | 2                                                                  | 2                                                                  | 6        |
| 3.                                                                 | Norvégia (NOR)                                                     | 2                                                                  | 2                                                                  | 1                                                                  | 5        |
| 4.                                                                 | Hollandia (NED)                                                    | 1                                                                  | 1                                                                  | 3                                                                  | 5        |
|                                                                    |                                                                    |                                                                    |                                                                    |                                                                    |          |
| 5.                                                                 | Kanada (CAN)                                                       | 0                                                                  | 1                                                                  | 0                                                                  | 1        |
| 5.                                                                 | NDK (GDR)                                                          | 0                                                                  | 1                                                                  | 0                                                                  | 1        |
|                                                                    |                                                                    |                                                                    |                                                                    |                                                                    |          |
| Összesen                                                           | Összesen                                                           | 9                                                                  | 9                                                                  | 9                                                                  | 27       |

## Érmesek

### Férfi
| Az 1976. évi téli olimpiai játékok férfi érmesei gyorskorcsolyában |                                        |          |                                     |          |                                        |          |
| Versenyszám                                                        | Arany                                  | Arany    | Ezüst                               | Ezüst    | Bronz                                  | Bronz    |
| 500 m                                                              | Jevgenyij Kulikov · Szovjetunió (URS)  | 39,17    | Valerij Muratov · Szovjetunió (URS) | 39,25    | Dan Immerfall · Egyesült Államok (USA) | 39,54    |
| 1000 m                                                             | Peter Mueller · Egyesült Államok (USA) | 1:19,32  | Jørn Didriksen · Norvégia (NOR)     | 1:20,45  | Valerij Muratov · Szovjetunió (URS)    | 1:20,57  |
| 1500 m                                                             | Jan Egil Storholt · Norvégia (NOR)     | 1:59,38  | Jurij Kondakov · Szovjetunió (URS)  | 1:59,97  | Hans van Helden · Hollandia (NED)      | 2:00,87  |
| 5000 m                                                             | Sten Stensen · Norvégia (NOR)          | 7:24,48  | Piet Kleine · Hollandia (NED)       | 7:26,47  | Hans van Helden · Hollandia (NED)      | 7:26,54  |
| 10 000 m                                                           | Piet Kleine · Hollandia (NED)          | 14:50,59 | Sten Stensen · Norvégia (NOR)       | 14:53,30 | Hans van Helden · Hollandia (NED)      | 15:02,02 |

### Női
| Az 1976. évi téli olimpiai játékok női érmesei gyorskorcsolyában |                                           |         |                                              |         |                                       |         |
| Versenyszám                                                      | Arany                                     | Arany   | Ezüst                                        | Ezüst   | Bronz                                 | Bronz   |
| 500 m                                                            | Sheila Young · Egyesült Államok (USA)     | 42,76   | Cathy Priestner · Kanada (CAN)               | 43,12   | Tatyjana Averina · Szovjetunió (URS)  | 43,17   |
| 1000 m                                                           | Tatyjana Averina · Szovjetunió (URS)      | 1:28,43 | Leah Poulos-Mueller · Egyesült Államok (USA) | 1:28,57 | Sheila Young · Egyesült Államok (USA) | 1:29,14 |
| 1500 m                                                           | Galina Sztyepanszkaja · Szovjetunió (URS) | 2:16,58 | Sheila Young · Egyesült Államok (USA)        | 2:17,06 | Tatyjana Averina · Szovjetunió (URS)  | 2:17,96 |
| 3000 m                                                           | Tatyjana Averina · Szovjetunió (URS)      | 4:45,19 | Andrea Mitscherlich · NDK (GDR)              | 4:45,23 | Lisbeth Korsmo-Berg · Norvégia (NOR)  | 4:45,24 |